# Esra Limbacher
Esra-Leon Ruben Limbacher (* 1. Mai 1989 in Wiesbaden) ist ein deutscher Politiker (SPD). Als direkt gewählter Wahlkreisabgeordneter ist er seit 2021 Mitglied des Deutschen Bundestages und dort seit 2025 stellv. Vorsitzender der SPD-Bundestagsfraktion. Er ist zudem seit 2023 Generalsekretär der SPD Saarland.

## Ausbildung und Beruf
Esra Limbacher ist im Ortsteil Limbach der Gemeinde Kirkel mit zwei älteren Geschwistern aufgewachsen. Nach dem Abitur im Saarpfalz-Kreis studierte er als Stipendiat der Friedrich-Ebert-Stiftung Rechtswissenschaften. An der Universität des Saarlandes in Saarbrücken absolvierte er sein erstes Juristisches Staatsexamen mit dem Schwerpunkt deutsches und internationales Steuerrecht. An der University of Exeter erlangte er den Master of Laws mit Schwerpunkt auf internationalem Handelsrecht. Sein zweites juristisches Staatsexamen legte er im Oberlandesgerichtsbezirk Zweibrücken ab.
Beruflich durchlief Limbacher Stationen in unterschiedlichen Rechtsanwaltskanzleien, bevor er als Referent im höheren Dienst der saarländischen Landesverwaltung tätig wurde. Hier wurde er als Jurist innerhalb der Taskforce Grenzgänger eingesetzt. Seit 2020 promoviert Limbacher und ist an der Universität des Saarlandes als Lehrbeauftragter tätig.

## Politik
Der SPD trat Limbacher im Jahr 2005 bei. Hier bekleidete er verschiedene politische Ämter in der Jugendorganisation Jusos und der SPD. Bei den Jusos engagierte Limbacher sich als Kreisvorsitzender Saarpfalz und stellvertretender Landesvorsitzender im Saarland. Im Jahr 2009 wurde er bei den Kommunalwahlen in den Gemeinderat der Gemeinde Kirkel gewählt und gehörte diesem Gremium bis 2021 an. Seit 2019 ist er zudem Mitglied des Kreistags des Saarpfalz-Kreises und war dort seit 2021 Kreisvorsitzender der SPD-Saarpfalz, zusammen mit Christine Streichert-Clivot, bevor er 2024 in zum Beigeordneten gewählt wurde. Schwerpunkte setzt er bei der Sanierung der Schulen im Kreis und beim Katastrophenschutz.
Bei der Bundestagswahl 2017 trat er als Kandidat für das Direktmandat im Wahlkreis Homburg an. Mit 31,4 % der Erststimmen unterlag er dem CDU-Politiker Markus Uhl, der 33,6 % der Stimmen erhielt. Im Juni 2021 rückte er für Stefan Pauluhn in den Saarländischen Landtag nach, für den er bei der Landtagswahl im Saarland 2017 kandidierte.
Auch für die Bundestagswahl 2021 wurde Limbacher von der SPD als Kandidat aufgestellt. Diesmal erhielt er mit 36,6 % die meisten Stimmen, gefolgt von Markus Uhl, der 26,1 % der Stimmen erhielt. Dadurch zog er als direkt gewählter Abgeordneter in den 20. Deutschen Bundestag ein. Im Zuge dessen legte er sein Landtagsmandat nieder. Für ihn rückte Susanne Kasztantowicz in den Landtag nach. Im 20. Deutschen Bundestag ist Limbacher ordentliches Mitglied des Wirtschaftsausschusses und des Rechtsausschusses. Seit 2022 ist er Mittelstandsbeauftragter der SPD-Bundestagsfraktion. Im November 2022 wurde er zum stellv. wirtschaftspolitischer Sprecher der SPD-Bundestagsfraktion gewählt, nachdem sein Vorgänger Falko Mohrs Wissenschaftsminister in Niedersachsen wurde.
Im Rahmen seines Mandats plädiert Limbacher zusammen mit Otto Fricke (FDP) und Katharina Beck (B’90 / Die Grünen) für die Einführung einer neuen Rechtsform für Unternehmen in Deutschland. Damit könnte ein Unternehmen als sogenannte „Gesellschaft mit gebundenem Vermögen (kurz GmvG)“ firmieren. Zweck dieser Rechtsform ist es ausschließlich, den Bestand des Unternehmens zu sichern, u. a. indem die Gewinne im Unternehmen verbleiben.
Im November 2023 wurde Limbacher als Nachfolger von Christian Petry zum Generalsekretär der SPD Saarland gewählt.
Für die Bundestagswahl 2025 kandidierte Limbacher als Spitzenkandidat der SPD Saarland und verteidigte sein Direktmandat mit 30,5 % der Erststimmen gegen Markus Uhl (28 % der Erststimmen). Limbacher vertritt den Wahlkreis 299 damit als direkt gewählter Abgeordneter im 21. Deutschen Bundestag. Seit dem 7. Mai 2025 ist er stellvertretender Fraktionsvorsitzender für die Themen Wohnen, Bau, Landwirtschaft, Umwelt und Klima.

## Persönliches
Limbacher wurde als Kind christlich getauft. Seit 2024 ist er mit einer Richterin am Landgericht Kaiserslautern verheiratet.

## Engagement
Im Saarland engagiert sich Limbacher als ehrenamtlicher Vorsitzender der Johanniter-Unfall-Hilfe. Darüber hinaus ist er Offizier der Reserve in der Deutschen Bundeswehr.
Esra Limbacher ist darüber hinaus Mitglied der überparteilichen Europa-Union Deutschland, die sich für ein föderales Europa und den europäischen Einigungsprozess einsetzt.